# Gustav Eim
Gustav Eim (7. října 1849 Šťáhlavy – 7. února 1897 Florencie) byl český novinář a politik. Příležitostně se zabýval též dramaturgií a literárním překladem.

## Biografie
Od počátku 70. let 19. století působil jako redaktor v časopisech Politik, Pokrok a později v Poslu z Prahy. V roce 1874 se stal redaktorem Národních listů a od roku 1879 až do své předčasné smrti byl jejich vídeňským zpravodajem. Jako novinář se během 70. let trvale vyslovoval pro opuštění české politiky pasivní rezistence, při které česká politická reprezentace bojkotovala činnost zákonodárných sborů. Jeho politická dráha vyvrcholila v poslední dekádě 19. století. Historik Otto Urban ho řadí mezi nejužší skupinu hlavních mladočeských politiků 90. let.
Ve volbách do Říšské rady roku 1891 byl zvolen do Říšské rady (celostátní parlament), kde zastupoval městskou kurii, obvod Litomyšl, Polička atd. Ve vídeňském parlamentu setrval do konce funkčního období sněmovny, tedy do roku 1897. Na Říšské radě se profiloval jako dobrý a častý řečník.
Odmítal socialismus. V polovině 90. let 19. století prohlásil: „Sociálními býti – stokrát ano, socialistickými – tisickráte nikdy.“ Roku 1894 byl spoluautorem Nymburské rezoluce mladočechů, která znamenala vítězství umírněného proudu a porážku negativistického radikalismu. Sám byl autorem označení etapová politika, kterou mladočeši pod vlivem Josefa Kaizla razili v této době, kdy ad hoc podporovali některé vládní předlohy, třebaže formálně zůstávali opoziční formací. Ve své době se Gustav Eim těšil všeobecné přízni. Byl označován za konzula (nebo místodržitele) české politiky ve Vídni v 90. letech. Na přelomu let 1895 a 1896 takto zprostředkoval zákulisní jednání mezi mladočechy a zástupci kabinetu Kazimíra Badeniho, díky čemuž mladočeská strana následně postupnými kroky přešla do provládního tábora a podpořila klíčové návrhy jako Badeniho volební reforma, která zaváděla všeobecné volební právo, byť ponechávala v platnosti kuriový systém a tudíž i nerovnost hlasů. V jejím případě Eim prosazoval podporu pro vládní návrh, třebaže mladočeši měli sami svůj, radikálnější projekt volební reformy. Ve vnitrostranických debatách okolo reformy během roku 1896 byl Eim jasným zastáncem podpory Badeniho vlády a to tak rezolutním, že i Josef Kaizl se označil za centristu, mezi planým radikalismem a jednostrannou provládností Eimovou. Následně Eim pokračoval v kuloárních jednáních s Badenim, jejichž výsledkem byla takzvaná Badeniho jazyková nařízení, jež výrazně zvyšovala status češtiny v úředním jazykovém úzu.
Právě v době, kdy se Badeniho jazyková nařízení začínala konkretizovat a kdy se mladočeši chystali k formálnímu přechodu do provládního tábora, ovšem Eim náhle zemřel v italské Florencii. Josef Kaizl ho v soukromých zápiscích ohodnotil následovně: „Nejšikovnější, nejprozíravější, na lidské slabosti a myšlénky nejvypočítavější praktický politik český. Intrikán nejrafinovanější ve velkém slohu; osobně poctivý a nepřístupný.“ Eimovo úmrtí bylo ztrátou pro českou politiku, protože, jak uvádí historik Otto Urban, jeho kontakty a blízká vazba na Badeniho mohly výrazně ovlivnit následující turbulentní éru, na jejímž konci byl pád Badeniho vlády a revize jeho jazykových nařízení.
Kromě denní publicistiky vydal Eim již za svého života i jeden z prvních pokusů o souhrnné zpracování nejnovějších českých politických dějin nazvaný O nás – pro nás.